# District de Tata
Le district de Tata (en hongrois : Tatai járás) est un des 6 districts du comitat de Komárom-Esztergom en Hongrie. Il compte 38 742 habitants et rassemble 10 localités : 9 communes et une seule ville, Tata, son chef-lieu.
Cette entité existait déjà auparavant jusqu'en 1974.

## Localités
- Baj
- Dunaalmás
- Dunaszentmiklós
- Kocs
- Naszály
- Neszmély
- Szomód
- Tardos
- Tata
- Vértestolna